# غاري غاريسون (لاعب كرة قدم أمريكية)
غاري غاريسون (بالإنجليزية: Gary Garrison)‏ هو لاعب كرة قدم أمريكية أمريكي، ولد في 21 يناير 1944 في أماريلو في الولايات المتحدة.

## وصلات خارجية
- غاري غاريسون على موقع مرجع كرة القدم المحترفة.كوم (الإنجليزية)